# Tom Zé
Antônio José Santana Martins (Irará, 11 d'octubre de 1936), conegut com a Tom Zé (en portuguès 'Tom' és un diminutiu popular d'Antônio i 'Zé' de José), és un compositor, cantant i arranjador brasiler.
És considerat una de les figures més originals de la música popular brasilera. Va participar activament al moviment musical Tropicália i ha esdevingut posteriorment una veu alternativa influent en el panorama musical del Brasil. A partir de la dècada de 1990 va assolir notorietat internacional, especialment per la intervenció del músic britànic David Byrne.

## Vida
Nascut al sertão bahià, en una família senzilla que esdevingué relativament acomodada gràcies a un número premiat de loteria, Tom Zé passà la infantesa a la seva ciutat natal, Irará. Més tard en diria que era "pre-Gutenberguiana", ja que la informació s'hi transmetia per comunicació oral. Li interessava la música que sentia a la ràdio: el forró, música nordestina per excel·lència, amb estrelles com Luiz Gonzaga i Jackson do Pandeiro.
Adolescent, es trasllada a la capital de l'estat, Salvador per seguir els estudis secundaris. El seu interès per la música el porta a estudiar guitarra, a tocar en programes de televisió, i finalment acaba entrant a l'Escola de Música de la Universitat Federal de Bahia, on estudia harmonia, contrapunt, composició, piano i violoncel com a instrument principal i té com a professors, entre d'altres, Ernst Widmer, Walter Smetak i el dodecafonista Hans Joachim Koellreutter. A Salvador coneix Caetano Veloso, Gilberto Gil, Gal Costa i Maria Bethânia i munten plegats els espectacles teatrals-musicals Nós, Por Exemplo i Velha Bossa Nova e Nova Bossa Velha.
L'any 1967, quan Caetano Veloso i la resta de la colla bahiana deixen Rio de Janeiro, Tom Zé es trasllada amb ells a São Paulo, on orienta definitivament la seva carrera cap a la música popular. Les seves composicions reflecteixen la impressió que li causa la megalòpolis, en contrast amb la vida senzilla del sertão. Es veu com un privilegiat entre els emigrats del Nord-Este, ja que, segons les seves paraules, ell "va néixer menjant", i per això vol donar veu, a través de la música, a la seva gent ("només canto pensant en ells").
Junt amb Caetano Veloso, Gilberto Gil, Gal Costa, Os Mutantes i Nara Leão, és un dels membres destacats del Tropicalisme. L'àlbum-manifest del moviment, Tropicália ou Panis et Circensis (1968), inclou la seva cançó "Parque Industrial". El mateix any obté el primer lloc al IV Festival de Música Popular Brasileira, de la TV Record, amb la cançó "São Paulo, Meu Amor", i publica el seu primer LP individual, Grande Liquidação.
Quan el règim militar va provocar la fi del moviment, va accentuar el seu gust per l'experimentació, utilitzant instruments nous i jugant amb les formes de composició i amb les lletres de les cançons. El seu disc "Todos os Olhos" (1973) va ser considerat massa experimental, i el va apartar del gran públic. Així, durant les dècades dels 1970 i 1980, no va tenir els èxits comercials i de crítica que sí que van conèixer la resta dels principals tropicalistes.
A finals dels anys 1980, és "descobert" pel músic David Byrne (ex-Talking Heads), que llança la seva obra amb el seu segell Luaka Bop. El recopilatori "The Best of Tom Zé", editat el 1990, va ser considerat un dels deu millors discs de la dècada a tot el món per la revista Rolling Stone. Així, la seva carrera es va recuperant i Tom Zé actua a Europa i Estats Units. A Brasil li costa més i no hi recupera el renom fins al seu disc Com Defeito de Fabricação (1998).
El 2006 apareix la pel·lícula documental Fabricando Tom Zé, de Décio Matos Jr.

## Estil
De tots els tropicalistes és el qui mostra de forma més accentuada les característiques experimentals i dadaistes de Tropicália. Destaca pel seu tractament gens ortodox tant de la melodia com de la instrumentació, per a la qual utilitza objectes variats entre els quals una màquina d'escriure, canonades d'aigua, una enceradora de parquet Ha col·laborat amb els poetes concretistes de São Paulo, com Augusto de Campos, i utilitza tècniques concretistes a les seves lletres. Musicalment, reutilitza els estils populars brasilers (samba, Bossa Nova, forró) i el Pop-rock, entre d'altres. Però també s'acosta a la música avantguardista, pel seu ús de la dissonància, la politonalitat, i pels compassos inusuals. Per la naturalesa experimental de moltes de les seves composicions, s'ha comparat Tom Zé amb músics om Frank Zappa i Captain Beefheart.

## Discografia

### Àlbums d'estudi
- 1968 - Grande Liquidação - Rozemblit
- 1970 - Tom Zé - RGE
- 1972 - Tom Zé - Continental (rellançat el 1984 com Se o Caso é Chorar)
- 1973 - Todos os Olhos - Continental
- 1976 - Estudando o Samba - Continental
- 1978 - Correio da Estação do Brás - Continental
- 1984 - Nave Maria - RGE
- 1990 - Cantando com a Plateia
- 1992 - The Hips of Traditions - Luaka Bop/Warner Bros
- 1997 - Parabelo - Banda sonora de la Cia. de Dansa Grupo Corpo (amb Zé Miguel Wisnik)- Continental/Warner Music
- 1998 - No Jardim da Política
- 1998 - Com Defeito de Fabricação - Luaka Bop/WEA
- 2000 - Jogos de Armar (Faça Você Mesmo) - Trama
- 2002 - Santagustin - Trama
- 2002 - 20 preferidas - Trama
- 2003 - Imprensa Cantada - Trama
- 2003 - Jogos de Armar - Trama
- 2005 - Estudando o Pagode-Segregamulher e Amor - Trama
- 2006 - Danç-Êh-Sá - Pós-Canção/Dança dos Herdeiros do Sacrifício/7 Caymianas para o Fim da Canção - Tratore
- 2008 – Estudando a Bossa - Biscoito Fino
- 2010 - - Pirulito da Ciência" - Biscoito Fino

### Recopilacions
- 1990 - The Best of Tom Zé - Luaka Bop/Warner Bros
- 1994 - Tom Zé - Warner

### Participacions
- 1968 - Tropicália ou Panis et Circensis - Philips
- 2002 - Eu Vim da Bahia - BMG Brasil